# Braathens Regional Airlines

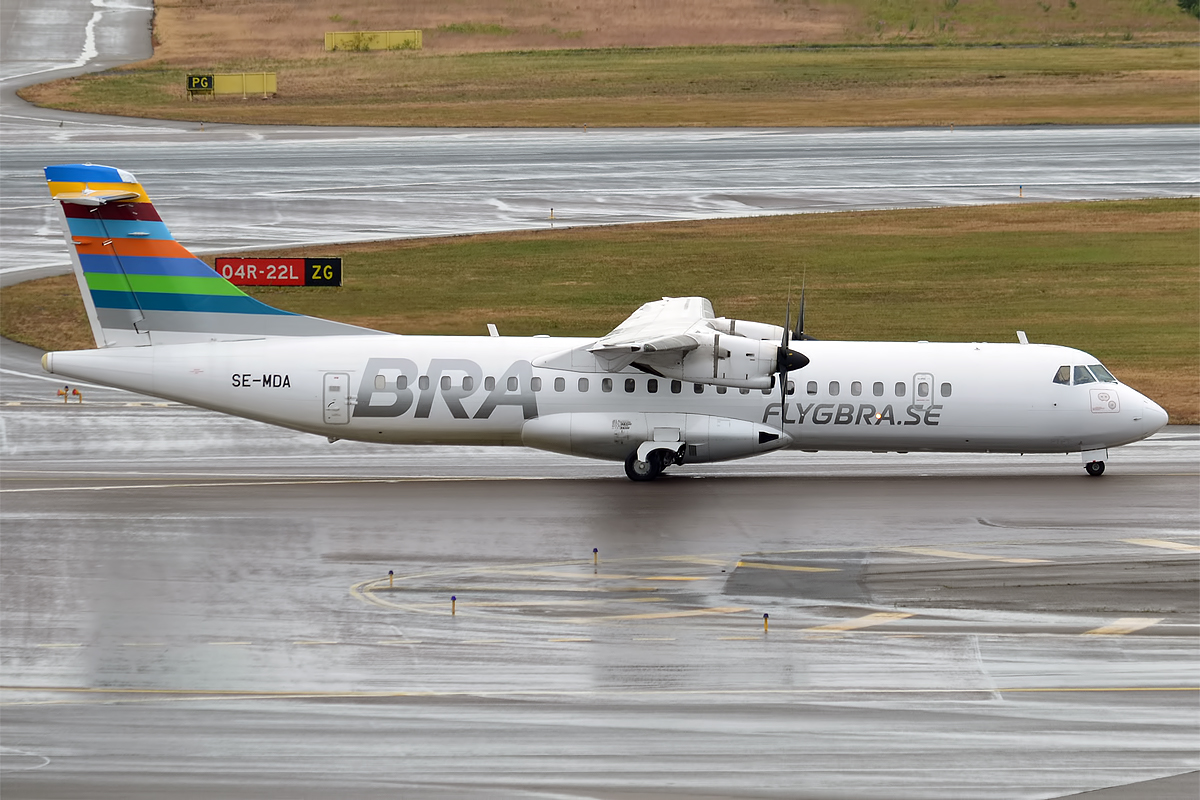
Un ATR 72 de Braathens Regional Airlines

 (janvier 2022).
Braathens Regional Airlines (BRA Braathens Regional Airlines) ou plus simplement BRA est une compagnie aérienne régionale suédoise. Née en 2016 d'une fusion de dix compagnies aériennes régionales suédoises, elle assure principalement des vols intérieurs à travers la Suède depuis sa base de Stockholm-Bromma et quelques vols internationaux.
Sweden's Domestic Airline

## Histoire
Bien que née en 2016 de la fusion de dix compagnies aériennes suédoises et par l’intermédiaire de son propriétaire, Braganza, et la famille de Per G. Braathen, l’histoire de BRA remonte à 1946, date de la fondation de la toute première compagnie aérienne de la famille Braathen, Braathens S.A.F.E.

### Aux origines de Braathens Regional Airlines
1946
- La compagnie aérienne norvégienne Braathens S.A.F.E, South American & Far East Airtransport, est fondée par l'armateur norvégien Ludvig Gustaf Braathen, également fondateur de la compagnie Braganza.

1954
- À partir de 1954, Braathens est obligée de n'effectuer que du trafic régional intérieur en Norvège, car aucun cabotage international n'est accordé à d'autres compagnies aériennes que SAS en Scandinavie.

Années 1960 à 1990
- À partir de 1969, l'entreprise se développe rapidement après l'achat d'un premier avion à réaction, un Boeing 737.
- La compagnie peut voler à l'international via des cabotages d'autres compagnies, mais n'a pas le sien.
- En 1981, La compagnie Malmö Aviation est créée et fait partie de Braathens.
- La compagnie Golden Air est créée en 1989 mais n'est pas incluse dans Braathens.

1994
- L'aviation intérieure scandinave est déréglementée et Braathens peut commencer à voler à l'international par ses propres moyens.
- Braathens est cotée à la bourse norvégienne d'Oslo.

1996
- Braganza, le propriétaire de Braathens, rachète 50% de la compagnie aérienne suédoise Transwede Airways, fondée en 1985.

1997
- KLM rachète 30% de la compagnie aérienne Braathens.

1998
- La compagnie aérienne suédoise Malmö Aviation, fondée en 1981, est rachetée par Braganza.

2001
- La compagnie aérienne Gotlandsflyg est créée.

2002
- Braathens est racheté par SAS et n'est plus cotée à la bourse d'Oslo. Le nom de la société Braathens est progressivement supprimé et l'ensemble de l'activité de vol est intégré à la SAS.
- Braganza maintient et poursuit ses activités dans l'aviation avec la compagnie aérienne Malmö Aviation.

2003
- La compagnie aérienne Kullaflyg est créée.

2005
- Le salon lounge à l'aéroport de Stockholm Bromma Airport est inauguré.
- Un programme bonus destiné aux enfants, Bzzkids, est créé.
- La compagnie aérienne Sundsvallsflyg voit le jour.

2006
- La compagnie aérienne Blekingeflyg est créée.

2007
- La holding suédoise Braathens Aviation est fondée par Braganza avec les sociétés Malmö Aviation, Braathens Technical, Braathens Training et Braathens IT Solutions.
- La compagnie transporte 1 100 000 passagers.
- Les compagnies aériennes Kalmarflyg and Fly Småland sont créées.

2008
- Le premier service mobile de réservation, modification de réservation, annulation et enregistrement est lancé.

2009
- La compagnie aérienne Malmö Aviation est la première compagnie aérienne de passagers au monde à être entièrement certifiée environnementale ISO 14001. Plus tard dans l'année, d'autres compagnies aériennes sont certifiées, comme Sverigeflyg. Jusqu'à présent, certaines entreprises au sein de différentes compagnies aériennes reçoivent la certification environnementale, par exemple uniquement la restauration ou une partie de l'activité technique et d'atelier.
- En collaboration avec Swedish Wings of Europe et neuf entreprises locales à Bornholm, Sverigeflyg crée la société Wings of Bornholm, abandonnée en 2010.

2011
- La compagnie devient l'une des plus ponctuelles au monde avec 96,8% des vols à l'heure.
- La compagnie aérienne Sverigeflyg avec les filiales Gotlandsflyg, Kullaflyg, Sundsvallsflyg, Blekingeflyg, Kalmarflyg et Fly Småland est acquise par Braganza et Braathens Aviation.
- Les lundis sans viande sont introduits à bord comme une étape dans l'implication environnemental de la compagnie.

2012
- La compagnie aérienne Golden Air, fondée en 1976, est fusionnée dans l'entreprise sous le nom de Braathens Regional.

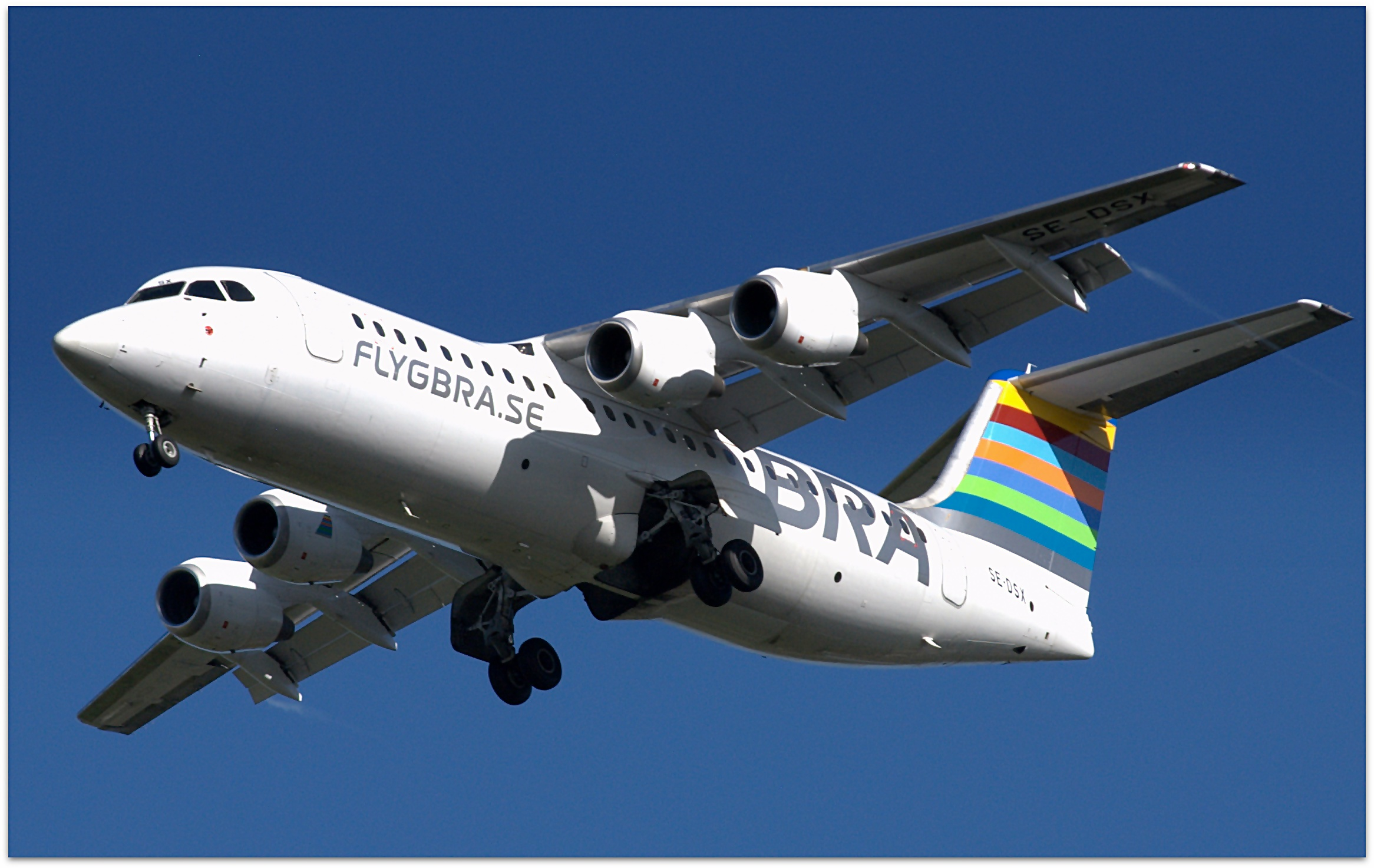
Un BAe 146 de BRA remplacé par des ATR 72, plus économes en carburant et respectueux de l'environnement.

- Un BAe 146 de BRA remplacé par des ATR 72, plus économes en carburant et respectueux de l'environnement.Les menus GI sont introduits depuis un certain temps à bord.

2015
- Vols au départ de Bromma, Umeå, Skellefteå et Stavanger en collaboration avec un organisateur de voyages.

### Création et développement jusqu'à nos jours
2016
- La compagnie aérienne et marque Braathens Regional Airlines est lancée après une fusion organisationnelle de plusieurs compagnies aériennes régionales au sein du même groupe d'entreprises suédois.

2018
- Braathens Regional Airlines propose, en tant que première compagnie aérienne au monde, à tous ses passagers du biocarburant sans fossile en complément.
- Braathens Regional Airlines reprend certaines lignes de vols intérieurs après quelques faillites au sein de l'aviation domestique (Nextjet, Sparrow, BMI).

2019
- Braathens Regional Airlines exploite un vol entre Halmstad et Stockholm Bromma avec un mélange de biocarburants.
- Braathens Regional Airlines décide de se concentrer davantage sur une aviation efficace pour le climat et commence la suppression progressive de ses anciens avions à réaction, en les remplaçant par des avions à hélices ATR.
- Braathens Regional Airlines devient la première compagnie aérienne à compenser toutes ses émissions de dioxyde de carbone sans frais supplémentaires pour les passagers.
- Une nouvelle ligne de vol internationale est lancée : Göteborg - Lyon

## Chiffres
Avec 2,2 millions de passagers transportés chaque année, principalement des voyageurs d'affaires, Braathens Regional Airlines représente 30% de part de marché.
| 2015 | 2016 | 2017 | 2018 |
| ---- | ---- | ---- | ---- |
| 2.3  | 2.2  | 2.3  | 2.2  |

|                     | 2015  | 2016 | 2017 | 2018  |
| ------------------- | ----- | ---- | ---- | ----- |
| En milliards de SEK | 2.7   | 2.5  | 2.6  | 2.7   |
| En millions d'euros | 262.6 | 243  | 253  | 262.6 |

|                     | 2015 | 2016  | 2017 | 2018 |
| ------------------- | ---- | ----- | ---- | ---- |
| En millions de SEK  | 33   | -136  | 18   | -144 |
| En millions d'euros | 3.2  | -13.2 | 1.7  | -14  |

| 2015                                          | 2016                                          | 2017                                          | 2018                                          |
| --------------------------------------------- | --------------------------------------------- | --------------------------------------------- | --------------------------------------------- |
| environ 1000 personnes (848 employés annuels) | environ 1000 personnes (854 employés annuels) | environ 1000 personnes (842 employés annuels) | environ 1100 personnes (873 employés annuels) |

## Flotte

### Flotte actuelle
La flotte de Braathens Regional Airlines se compose des appareils suivants (en mai 2025), :

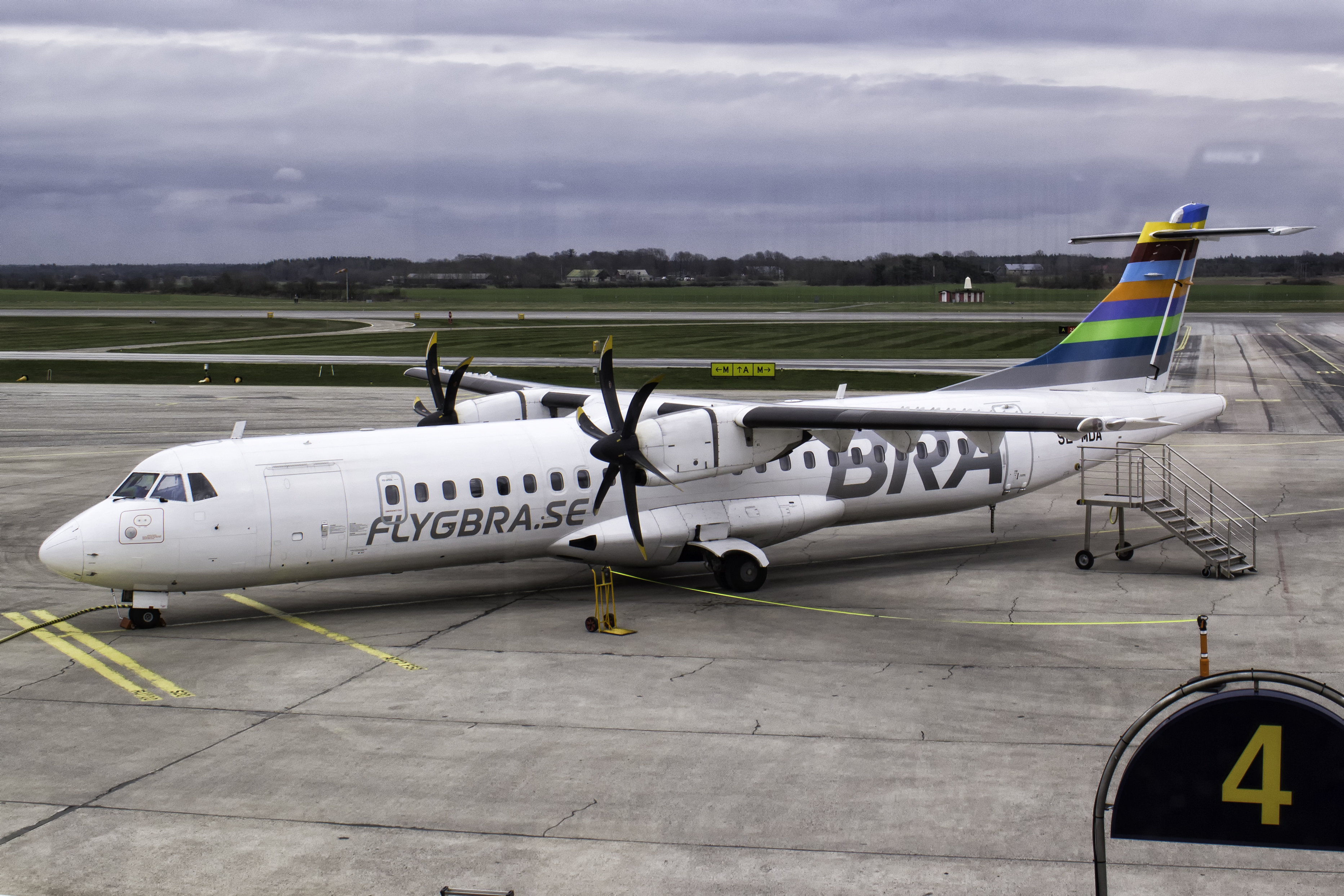
Un ATR 72-600 de BRA à l'aéroport de Visby en Suède.